# John D. Anderson
John D. Anderson (Jamestown, Nova Iorque, 10 de dezembro de 1930) é um físico nuclear estadunidense.
Em 1972 recebeu juntamente com Donald Robson o Prêmio Tom W. Bonner de Física Nuclear.